# نير موشي
نير موشي (بالعبرية: נִיר מֹשֶׁה‏) هو موشاف في جنوب إسرائيل بارتفاع 145م عن مستوى سطح البحر. يقع في شمال غربي النقب جنوب شرقي سديروت وتبلغ مساحته 2000 دونم، ويقع ضِمن نطاق مجلس مرحافيم الإقليمي. في 2019، بلغ عدد سكانه 592.

## التاريخ
تم إنشاء الموشاف في عام 1953 من قِبل سكان المدينة السابقين من القدس وحيفا وهرتسليا ، وكان اسمه في البداية شوفال مزراحي 1، قبل إعادة تسميته على اسم موشيه سميليانسكي، وهو كاتب ومهندس زراعي.

## وصلات خارجية
- الموقع الرسمي